# Río Aragua
El Río Aragua es una corriente de agua situada en el Municipio Ribas del estado Aragua. El estado Aragua fue nombrado en honor a este río, el cual se forma al norte de La Victoria por la confluencia de los ríos San Carlos, Gabante y Macanillal los cuales nacen dentro de los límites del Municipio Tovar y desemboca al Este del Lago de Valencia en las coordenadas geográficas  10°10'38" Norte y -67º 36' 14" Oeste, del cual es el mayor tributario. El río es desviado en dos puntos para servir al embalse Zuata en la Parroquia Zuata y el embalse Taiguaiguay, aunque sufre de contaminación química debido a la alta concentración de industrias en las zonas que atraviesa.
En su recorrido, el Río Aragua pasa por las ciudades de La Victoria, San Mateo, Cagua, La Encrucijada, Santa Cruz y Palo Negro, y parte de su recorrido sirve de límite municipal a varias entidades del estado.